# Shreveport, Louisiana

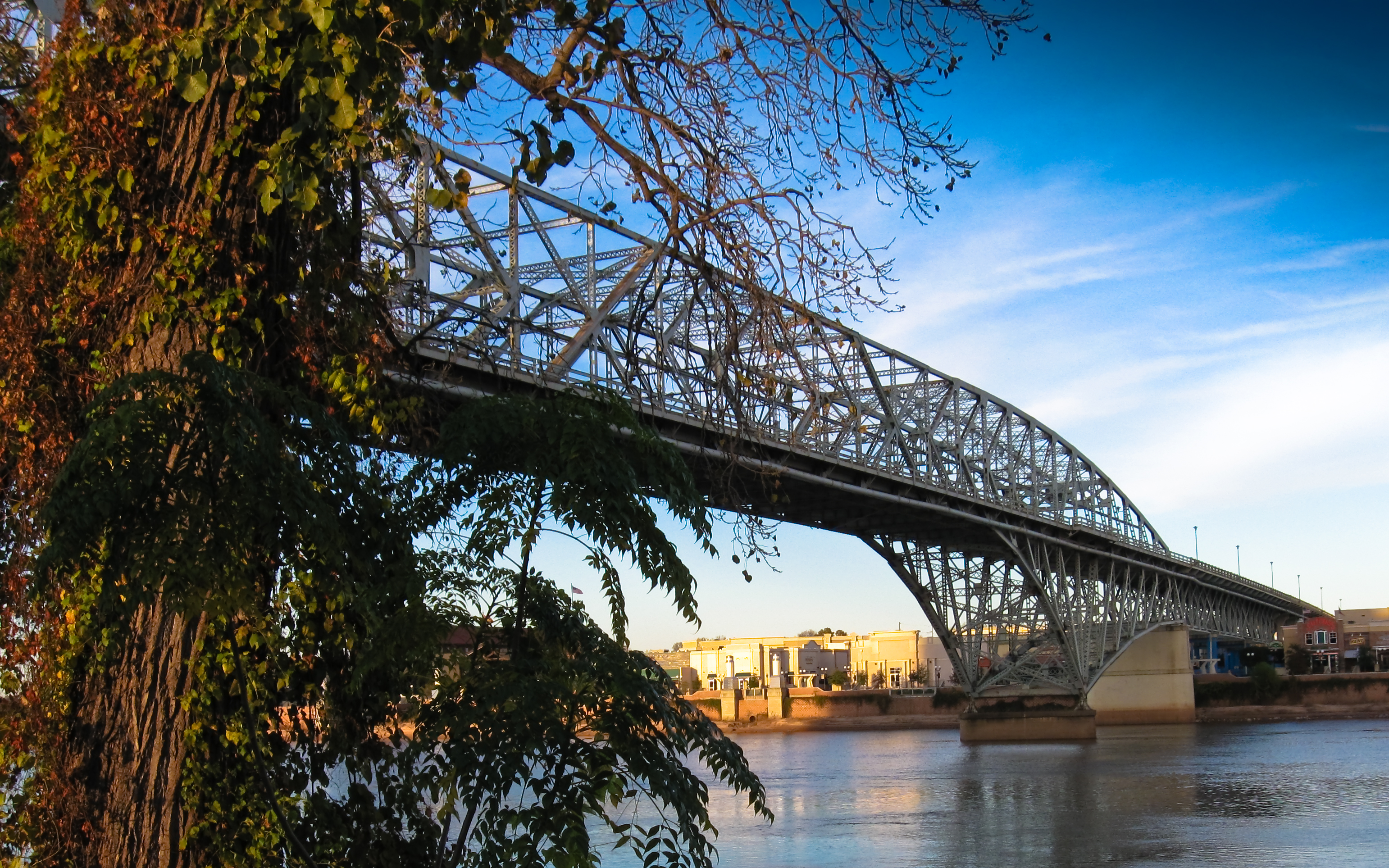
Cầu bắc qua Sông Hồng nối Shreveport với Bossier City chụp từ Clyde Fant Parkway

Shreveport, Louisiana là một thành phố chính lớn thứ ba của vùng đô thị lớn thứ 3 ở bang Louisiana, Hoa Kỳ. Theo điều tra dân số Hoa Kỳ 2010, thành phố có dân số 199.311 người. Đây là thành phố lớn thứ 109 ở Hoa Kỳ.
Shreveport là thủ phủ của Giáo khu Caddo và nằm dọc theo sông Hồng. Bên kia sông là thành phố Bossier.
Shreveport được lập năm 1836 bởi Shreve Town Company.